# Emmanuel Petit
Emmanuel Laurent Petit (sinh ngày 22 tháng 9 năm 1970) là một cựu cầu thủ bóng đá chuyên nghiệp người Pháp từng thi đấu ở vị trí tiền vệ phòng ngự ở cấp câu lạc bộ cho Arsenal, Barcelona, Monaco, và Chelsea. Anh đã đại diện cho Pháp ở cấp độ quốc tế trong kỳ FIFA World Cup và hai kỳ UEFA Euro; anh đã ghi bàn thắng thứ ba trong chiến thắng 3–0 của Pháp trong trận chung kết FIFA World Cup 1998 và cũng là thành viên của đội tuyển Pháp đã vô địch UEFA Euro 2000.

## Đầu đời
Petit sinh ra ở Dieppe, Seine-Maritime.

## Sự nghiệp câu lạc bộ

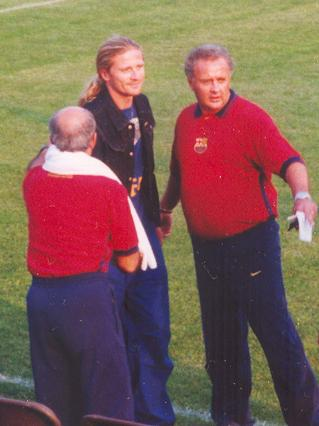
Petit (giữa) năm 2000

Petit bắt đầu sự nghiệp của mình tại câu lạc bộ nhỏ ES Arques-la-Bataille trước khi được đội bóng của Arsène Wenger ký hợp đồng với Monaco ở tuổi 18. Anh ra mắt ngay sau đó và chơi trong trận chung kết Coupe de France năm 1989. Petit trở thành cầu thủ thường xuyên của Monaco, chơi ở vị trí tiền vệ cánh trái hoặc trung tâm. Năm 1991, anh đã giành được Coupe de France với Monaco và cũng chơi trong trận chung kết European Cup Winners' Cup năm 1992 (mà Monaco đã thua Werder Bremen). Trong mùa giải 1996–97, mùa giải cuối cùng của anh ấy tại Monaco, anh ấy đã dẫn dắt đội bóng của mình giành chức vô địch Ligue 1.
Petit gia nhập Arsenal vào tháng 6 năm 1997 với giá 2,5 triệu bảng, nơi anh tái hợp với huấn luyện viên cũ của Monaco, Arsène Wenger. Wenger chuyển Petit từ tiền vệ trung tâm sang tiền vệ phòng ngự , và cho anh đá cặp với người đồng hương người Pháp Patrick Vieira. Bộ đôi người Pháp đã hình thành mối quan hệ đối tác ở hàng tiền vệ, mang lại thành công ngay lập tức, khi Petit giành cú đúp cùng Arsenal ngay trong mùa giải đầu tiên, giành được cả chức vô địch Premier League và FA Cup. Tổng cộng, trong 3 mùa giải trong sự nghiệp ở Arsenal, Petit đã ra sân 118 lần và ghi 11 bàn thắng, trong đó có một pha đi bóng tuyệt đẹp từ ngoài vòng cấm vào lưới Derby County ( cũng là bàn thắng quyết định), trong mùa giải 1997–98.
Petit chuyển đến Barcelona (cùng với đồng đội ở Arsenal, Marc Overmars) vào mùa hè năm 2000 với giá 7 triệu bảng (14 triệu euro). Tại Barcelona, anh ấy được chuyển trở lại hàng phòng ngự và dính phải một loạt chấn thương dai dẳng. Kết quả là, anh ta không ổn định và không thể giữ một vị trí thường xuyên. Trong cuốn tiểu sử của mình, xuất bản năm 2008, tiền vệ này đã dành cho thời gian ở Barcelona một chương đặc biệt, trong đó anh tiết lộ rằng huấn luyện viên Lorenzo Serra Ferrer thậm chí còn không biết anh chơi ở vị trí nào khi gia nhập đội. Bàn thắng duy nhất của anh ấy cho Barcelona đến vào ngày 13 tháng 5 năm 2001 trên sân nhà trước Rayo Vallecano trong chiến thắng 5–1.
Sau mùa giải đầu tiên ở Camp Nou, Petit được cho là sẽ trở lại Anh thi đấu cho Manchester United, Tottenham và Chelsea, gia nhập đội cuối cùng vào năm 2001 trong một hợp đồng chuyển nhượng trị giá 7,5 triệu bảng. Ban đầu, anh được ra sân thường xuyên ở đội một của The Blues trong mùa giải đầu tiên khá thất vọng và góp mặt trong trận chung kết Cúp FA 2002 trận đấu mà Chelsea thua câu lạc bộ cũ của anh, Arsenal. Anh ghi bàn thắng đầu tiên cho Chelsea trong chiến thắng 2–1 trước Derby vào ngày 30 tháng 3 năm 2002. Mùa giải thứ hai của anh đã chứng kiến sự cải thiện đáng kể, khi anh hình thành mối quan hệ đối tác tiền vệ ấn tượng với Frank Lampard khi Chelsea gây ấn tượng trong trận đấu chung kết thắng thua của mùa giải với Liverpool khi Chelsea giành được suất tham dự UEFA Champions League lần thứ tư. Anh cũng đã ghi hai bàn trong suốt mùa giải: vào lưới Everton ở League Cup, và câu lạc bộ cũ Arsenal ở giải VĐQG. Tuy nhiên, sau một loạt chấn thương đầu gối, anh ấy đã dành phần lớn mùa giải cuối cùng trong sự nghiệp của mình để ngồi ngoài, và anh ấy được ra đi theo dạng chuyển nhượng tự do vào mùa hè năm 2004, trận đấu cuối cùng của anh ấy cho câu lạc bộ gặp Blackburn Rovers vào ngày 1 tháng 2 năm 2004.
Sau khi được Chelsea trả tự do, Petit từ chối cơ hội ký hợp đồng với Bolton Wanderers, và anh tuyên bố giải nghệ vào ngày 20 tháng 1 năm 2005 sau khi không thể hồi phục hoàn toàn sau ca phẫu thuật đầu gối.

## Sự nghiệp quốc tế
Chơi cho đội tuyển quốc gia Pháp, Petit đã có 63 lần khoác áo đội tuyển và ghi được 6 bàn thắng quốc tế trong sự nghiệp của mình và giành chức vô địch FIFA World Cup 1998 và UEFA Euro 2000. Anh đã ghi hai bàn ở World Cup 1998, bàn đầu tiên từ một cú sút cực mạnh từ ngoài vòng cấm vào lưới Đan Mạch, bàn thắng ấn định chiến thắng trong trận đấu, và bàn thứ hai trong trận chung kết với Brasil. Bàn thắng mà anh ấy ghi được trong trận chung kết đặc biệt đáng nhớ, vì anh ấy đã bắt đầu một pha đi bóng đầy lạc quan trước khi bình tĩnh ghi bàn thắng ở phút cuối cùng của thời gian thi đấu chính thức. Cũng chính bàn thắng đó đã trở thành bàn thắng thứ 1.000 trong lịch sử của Liên đoàn bóng đá Pháp, và là bàn thắng cuối cùng của World Cup trong thế kỷ 20. Pháp thắng trận 3–0. Một quả phạt góc trước đó của Petit đã giúp Zinedine Zidane đánh đầu ghi bàn thắng đầu tiên cho Pháp. Petit cũng là một phần của đội tuyển tham dự World Cup 2002, mặc dù Pháp đã không thể vượt qua vòng bảng và không ghi được bàn thắng nào trong ba trận đấu trong quá trình bảo vệ ngôi vương.
Petit từ giã sự nghiệp thi đấu quốc tế vào tháng 9 năm 2003.

## Phong cách thi dấu
Mặc dù có khả năng chơi ở vị trí hậu vệ, nhưng Petit thường chơi ở vị trí tiền vệ phòng ngự trong suốt sự nghiệp của mình và được biết đến với năng lượng, tốc độ làm việc, sức mạnh, tắc bóng, khả năng không chiến và trí thông minh ở vị trí này, cũng như sự thanh lịch của anh, và phạm vi chuyền bóng và khả năng sút xa bằng chân trái của anh ấy; như vậy, anh không chỉ có khả năng phá vỡ các đợt tấn công mà còn có thể điều tiết lối chơi ở khu vực giữa sân, tạo cơ hội cho đồng đội và thậm chí là ghi bàn.

## Đời tư
Petit kết hôn với nữ diễn viên người Pháp Agedit de La Fontaine, vào năm 2000, nhưng họ ly dị vào năm 2002 sau khi có một con, Zoe. Bây giờ anh ấy chia sẻ cuộc sống của mình với Maria Servello, người mà anh ấy đã có một đứa con khác, Violet, vào năm 2007. Anh ấy thường xuất hiện trên truyền hình Pháp với tư cách là một nhà phân tích bóng đá. Anh trai của anh ấy Olivier là một cầu thủ bóng đá nghiệp dư khi Petit còn là một thiếu niên. Khi đang chơi cho câu lạc bộ Arques của anh ấy vào năm 1988, Olivier ngã quỵ và được đưa đến bệnh viện, nơi anh ấy được thông báo là đã chết do cục máu đông trong não. Trong tiểu sử của mình, Petit giải thích rằng sự kiện này đã khiến anh bị sốc đến mức gần như khiến anh phải bỏ bóng đá. Anh ấy coi anh trai mình là một thanh niên tài năng, có ngoại hình đẹp và luôn nỗ lực hết mình, cho dù đó là bóng đá hay giáo dục. Ở tuổi 18, anh ấy đã phải đối mặt với sự khắt khe khắt khe của học viện trẻ Monaco, và không lâu sau đó, anh ấy đã mất đi người ông của mình. Sự ra đi của anh trai và ông nội của anh ấy xảy ra trong khoảng thời gian hai năm và sự ra đi của anh trai anh ấy gần như trở thành sợi dây cuối cùng.
Anh ấy đóng vai chính trong một tập đặc biệt về Giáng sinh của chương trình cảnh sát Anh The Bill vào năm 1998.
Petit đã từng là đại sứ cho phong trào Homeless World Cup kể từ khi giải đấu được tổ chức tại Paris vào năm 2011.
Petit đã được thêm vào trò chơi của EA Sports FIFA 16 với tư cách là một huyền thoại cuối cùng của đội.

## Thống kê sự nghiệp

### Câu lạc bộ
| Câu lạc bộ          | Mùa giải            | Giải vô địch        | Giải vô địch | Giải vô địch | Cúp quốc gia | Cúp quốc gia | Cúp liên đoàn | Cúp liên đoàn | Khác | Khác | Tổng cộng | Tổng cộng |
| Câu lạc bộ          | Mùa giải            | Hạng đấu            | Trận         | Bàn          | Trận         | Bàn          | Trận          | Bàn           | Trận | Bàn  | Trận      | Bàn       |
| ------------------- | ------------------- | ------------------- | ------------ | ------------ | ------------ | ------------ | ------------- | ------------- | ---- | ---- | --------- | --------- |
| Monaco              | 1988–89             | Division 1          | 9            | 0            | 9            | 1            | –             | –             | 0    | 0    | 18        | 1         |
| Monaco              | 1989–90             | Division 1          | 28           | 0            | 1            | 0            | –             | –             | 7    | 0    | 36        | 0         |
| Monaco              | 1990–91             | Division 1          | 27           | 1            | 6            | 0            | –             | –             | 5    | 0    | 38        | 1         |
| Monaco              | 1991–92             | Division 1          | 28           | 0            | 4            | 0            | –             | –             | 7    | 0    | 39        | 0         |
| Monaco              | 1992–93             | Division 1          | 25           | 1            | 2            | 0            | –             | –             | –    | –    | 27        | 1         |
| Monaco              | 1993–94             | Division 1          | 28           | 0            | 2            | 0            | –             | –             | 10   | 0    | 40        | 0         |
| Monaco              | 1994–95             | Division 1          | 25           | 1            | 1            | 0            | 1             | 0             | –    | –    | 27        | 1         |
| Monaco              | 1995–96             | Division 1          | 23           | 1            | 3            | 0            | 0             | 0             | 1    | 0    | 27        | 1         |
| Monaco              | 1996–97             | Division 1          | 29           | 0            | 1            | 0            | 3             | 0             | 7    | 0    | 40        | 0         |
| Monaco              | Tổng cộng           | Tổng cộng           | 222          | 4            | 29           | 1            | 4             | 0             | 37   | 0    | 292       | 5         |
| Arsenal             | 1997–98             | Premier League      | 32           | 2            | 7            | 0            | 3             | 0             | 2    | 0    | 44        | 2         |
| Arsenal             | 1998–99             | Premier League      | 26           | 4            | 3            | 2            | 0             | 0             | 3    | 0    | 32        | 6         |
| Arsenal             | 1999–2000           | Premier League      | 27           | 3            | 3            | 0            | 0             | 0             | 10   | 0    | 40        | 3         |
| Arsenal             | Tổng cộng           | Tổng cộng           | 85           | 9            | 13           | 2            | 3             | 0             | 15   | 0    | 116       | 11        |
| Barcelona           | 2000–01             | La Liga             | 23           | 1            | 5            | 0            | –             | –             | 10   | 0    | 38        | 1         |
| Chelsea             | 2001–02             | Premier League      | 27           | 1            | 6            | 0            | 2             | 0             | 3    | 0    | 38        | 1         |
| Chelsea             | 2002–03             | Premier League      | 24           | 1            | 5            | 0            | 1             | 1             | 1    | 0    | 31        | 2         |
| Chelsea             | 2003–04             | Premier League      | 4            | 0            | 1            | 0            | 0             | 0             | 2    | 0    | 7         | 0         |
| Chelsea             | Tổng cộng           | Tổng cộng           | 55           | 2            | 12           | 0            | 3             | 1             | 6    | 0    | 76        | 3         |
| Tổng cộng sự nghiệp | Tổng cộng sự nghiệp | Tổng cộng sự nghiệp | 385          | 16           | 59           | 3            | 10            | 1             | 68   | 0    | 522       | 20        |

### Quốc tế
| Đội tuyển quốc gia | Năm       | Trận | Bàn |
| ------------------ | --------- | ---- | --- |
| Pháp               | 1990      | 1    | 0   |
| Pháp               | 1991      | 0    | 0   |
| Pháp               | 1992      | 5    | 0   |
| Pháp               | 1993      | 7    | 0   |
| Pháp               | 1994      | 1    | 0   |
| Pháp               | 1995      | 0    | 0   |
| Pháp               | 1996      | 1    | 0   |
| Pháp               | 1997      | 2    | 0   |
| Pháp               | 1998      | 10   | 2   |
| Pháp               | 1999      | 5    | 1   |
| Pháp               | 2000      | 14   | 1   |
| Pháp               | 2001      | 7    | 1   |
| Pháp               | 2002      | 9    | 1   |
| Pháp               | 2003      | 1    | 0   |
| Tổng cộng          | Tổng cộng | 63   | 6   |

Tỷ số và kết quả liệt kê bàn thắng của Pháp được tính trước, cột tỷ số cho biết tỷ số sau mỗi bàn thắng của Petit.
| # | Ngày                | Địa điểm                           | Đối thủ  | Tỷ số | Kết quả | Giải đấu                 |
| - | ------------------- | ---------------------------------- | -------- | ----- | ------- | ------------------------ |
| 1 | 24 tháng 6 năm 1998 | Stade de Gerland, Lyon, Pháp       | Đan Mạch | 2–1   | 2–1     | FIFA World Cup 1998      |
| 2 | 12 tháng 7 năm 1998 | Stade de France, Saint-Denis, Pháp | Brasil   | 3–0   | 3–0     | FIFA World Cup 1998      |
| 3 | 5 tháng 6 năm 1999  | Stade de France, Saint-Denis, Pháp | Nga      | 1–1   | 2–3     | Vòng loại UEFA Euro 2000 |
| 4 | 2 tháng 9 năm 2000  | Stade de France, Saint-Denis, Pháp | Anh      | 1–0   | 1–1     | Giao hữu                 |
| 5 | 6 tháng 10 năm 2001 | Stade de France, Saint-Denis, Pháp | Algérie  | 2–0   | 4–1     | Giao hữu                 |
| 6 | 13 tháng 2 năm 2002 | Stade de France, Saint-Denis, Pháp | România  | 2–0   | 2–1     | Giao hữu                 |

## Danh hiệu

### Câu lạc bộ

#### Monaco
- Division 1: 1996–97[33]
- Coupe de France: 1990–91[cần dẫn nguồn]

#### Arsenal
- Premier League: 1997–98[3]
- FA Cup: 1997–98[cần dẫn nguồn]
- FA Charity Shield: 1998, 1999[cần dẫn nguồn]

### Quốc tế
- FIFA World Cup: 1998[cần dẫn nguồn]
- UEFA European Championship: 2000[cần dẫn nguồn]

### Cá nhân
- Division 1 Rookie of the Year: 1990[34]
- Cầu thủ Premier League xuất sắc nhất tháng: tháng 4 năm 1998[3]
- Onze de Bronze: 1998[cần dẫn nguồn]
- PFA Premier League Team of the Year: 1998–99[cần dẫn nguồn]

### Tước hiệu
- Huân chương Bắc Đẩu Bội tinh: 1998[35]